# Rokitno (gmina)
Rokitno – gmina wiejska w województwie lubelskim, w powiecie bialskim. W latach 1975–1998 gmina położona była w województwie bialskopodlaskim.
Siedziba gminy to Rokitno.
Według danych z 30 czerwca 2004 gminę zamieszkiwało 3347 osób.

## Struktura powierzchni
Według danych z roku 2002 gmina Rokitno ma obszar 140,82 km², w tym:
- użytki rolne: 61%
- użytki leśne: 33%

Gmina stanowi 5,11% powierzchni powiatu.

## Demografia

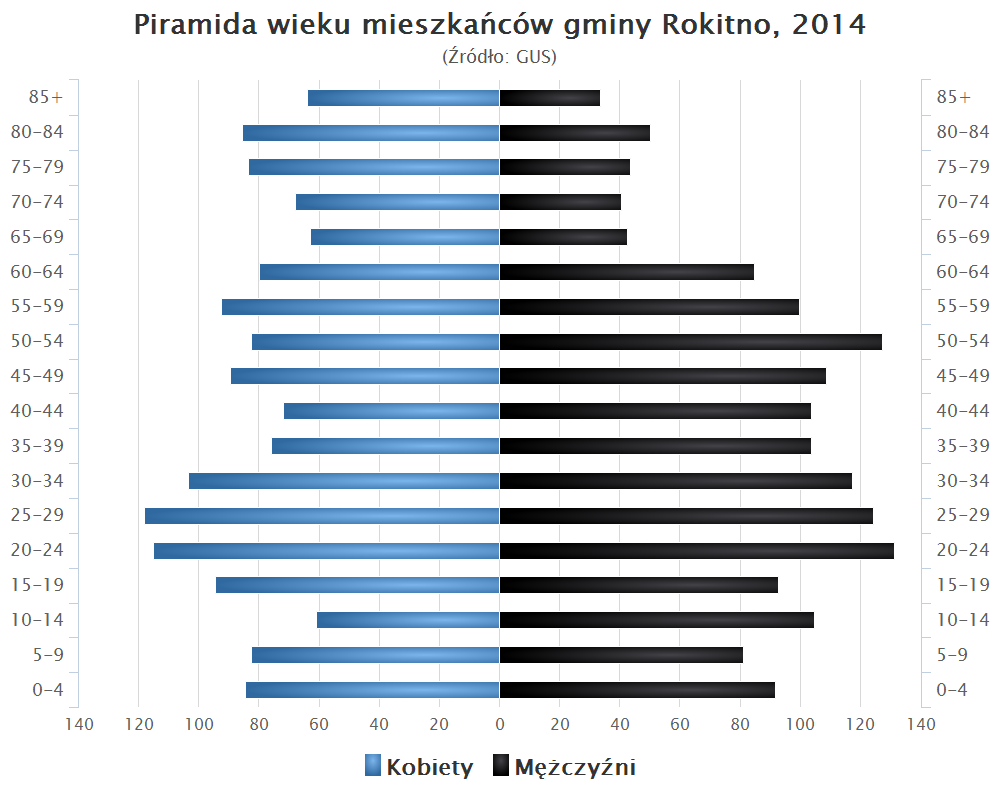
Piramida wieku mieszkańców gminy Rokitno w 2014 roku

Dane z 30 czerwca 2004:
| Opis                              | Ogółem | Ogółem | Kobiety | Kobiety | Mężczyźni | Mężczyźni |
| --------------------------------- | ------ | ------ | ------- | ------- | --------- | --------- |
| jednostka                         | osób   | %      | osób    | %       | osób      | %         |
| populacja                         | 3347   | 100    | 1646    | 49,2    | 1701      | 50,8      |
| gęstość zaludnienia (mieszk./km²) | 23,8   | 23,8   | 11,7    | 11,7    | 12,1      | 12,1      |

## Sołectwa
Cieleśnica, Cieleśnica-Pałac, Derło, Hołodnica, Klonownica Duża, Kołczyn, Lipnica, Michałki, Kolonia Michałki, Olszyn, Pokinianka, Pratulin, Rokitno, Kolonia Rokitno, Zaczopki, Kolonia Zaczopki.

## Sąsiednie gminy
Biała Podlaska, Janów Podlaski, Terespol, gmina Zalesie. Gmina sąsiaduje z Białorusią.